# Ian Andrey Pata
Ian Andrey Pata (* 2. März 2006) ist ein ecuadorianischer Sprinter und Hürdenläufer, der sich auf die 400-Meter-Distanz spezialisiert hat.

## Sportliche Laufbahn
Erste internationale Erfahrungen sammelte Ian Andrey Pata im Jahr 2022, als er bei den Jugend Südamerikaspielen in Rosario mit 15,18 s in der Vorrunde im 110-Meter-Hürdenlauf ausschied und über 400 m Hürden in 55,59 s die Bronzemedaille gewann. Anschließend verpasste er bei den U20-Weltmeisterschaften in Cali mit der ecuadorianischen Mixed-Staffel über 4-mal 400 Meter mit 3:29,65 min den Finaleinzuf, ehe er bei den U18-Südamerikameisterschaften in São Paulo in 52,84 s die Goldmedaille im 400-Meter-Hürdenlauf gewann und sich auch mit der 4-mal-100-Meter-Staffel in 42,19 s die Goldmedaille sicherte. Im Jahr darauf gewann er bei den U20-Südamerikameisterschaften in Bogotá in 52,87 s die Bronzemedaille über 400 m Hürden und belegte in 48,64 s den siebten Platz im 400-Meter-Lauf. Zudem belegte er mit der 4-mal-100-Meter-Staffel in 41,59 s den fünften Platz und gewann mit der 4-mal-400-Meter-Staffel in 3:14,78 min die Bronzemedaille. Zudem gewann er auch in der Mixed-Staffel in 3:34,36 min die Bronzemedaille. Anschließend siegte er in 51,73 s über 400 m Hürden bei den U18-Ibero-Amerikanischen Meisterschaften in Lima und sicherte sich in 47,87 s die Silbermedaille über 400 Meter. Zudem belegte er mit der 4-mal-100-Meter-Staffel in 51,73 s den vierten Platz und gewann mit der 4-mal-400-Meter-Staffel in 3:19,32 min die Silbermedaille. 2024 gewann er bei den U20-Südamerikameisterschaften in Lima in 47,96 s die Silbermedaille über 400 Meter und gewann zudem in 52,86 s die Bronzemedaille über 400 m Hürden. Mit der 4-mal-100-Meter-Staffel sowie mit der Mixed-Staffel gewann er jeweils die Bronzemedaille und mit der 4-mal-400-Meter-Staffel belegte er in 3:19,57 min den vierten Platz. Anschließend verpasste er bei den U20-Weltmeisterschaften ebendort mit 3:28,08 min den Finaleinzug in der Mixed-Staffel und schied über 400 Meter mit 47,84 s in der ersten Runde aus. Im September belegte er bei den U23-Südamerikameisterschaften in Bucaramanga in 52,40 s den fünften Platz über 400 m Hürden und belegte mit der 4-mal-100-Meter-Staffel in 40,81 s den vierten Platz. Mit der 4-mal-400-Meter-Staffel gewann er in 3:07,90 min die Silbermedaille hinter dem brasilianischen Team. Im Jahr darauf belegte er bei den Südamerikameisterschaften in Mar del Plata in 53,47 s den sechsten Platz über 400 m Hürden und gelangte im Staffelbewerb mit 3:14,22 min auf den fünften Platz.
2024 wurde Pata ecuadorianischer Meister im 400-Meter-Hürdenlauf.

## Persönliche Bestleistungen
- 200 Meter: 21,55 s (+0,7 m/s), 200. Juni 2024 in Quito
- 400 Meter: 47,39 s, 6. April 2025 in Bogotá
- 400 m Hürden: 52,05 s, 14. April 2024 in Sucre (ecuadorianischer U20-Rekord)